# Transgender (gruppo musicale)
I Transgender sono un gruppo rock sperimentale formatosi nel 1997 e attivo fino al 2007, formato da musicisti residenti a Imola e Bologna.

## Storia
I Transgender nascono nel 1997 da un'idea del chitarrista Alessandro Petrillo che coinvolge il batterista Paolo Mongardi. L'intento è quello di mischiare vari generi musicali creando brani molto eterogenei e diversi l'uno dall'altro. Nel nucleo iniziale è fondamentale l'apporto del bassista Federico Spinetti che porterà nel gruppo anche la cantante Paola Valandro e il trombettista/tastierista Simone Di Fabrizio, la voce maschile è di Marco Gini poi sostituito definitivamente da Lorenzo Esposito Fornasari.
In seguito alla vittoria del concorso Imola Rock nel 1998 il gruppo registra il primo album omonimo, pubblicato nel 2000 con etichetta New LM Records, in cui vengono usate diverse lingue: inglese, italiano e greco.
Del 2001 è la registrazione del demo A Dream Made of Water, che include le prime versioni di alcuni brani poi confluiti nel successivo album Sen Soj TrumàS, e la cover riarrangiata del brano di Jimi Hendrix Crosstown Traffic. 
Nel 2002 il gruppo si ridimensiona da sette a cinque elementi, rimane la sola voce maschile, Federico Spinetti e viene sostituito da Luca Cavina, il nuovo tastierista è Davide Santandrea.
Nel 2003 esce Sen Soj TrumàS per Snowdonia/New LM Records; l'album vede la partecipazione di molti ospiti tra i quali Giovanni Lindo Ferretti e Eraldo Bernocchi. Dal brano Multìs viene realizzato il primo videoclip del gruppo (curato da Elisa Serravalli), e i Transgender promuovono l'album con vari concerti. In seguito alla vittoria nel concorso Obiettivo Bluesin il gruppo suona un breve set in apertura del festival Pistoia Blues.
Nel 2005 i Transgender vincono il concorso bolognese Premio Iceberg nella sezione Canzoni. Nello stesso anno nasce il progetto solista del cantante LEF Vaga l'Am nel quale collaborano oltre ai Transgender, Giovanni Lindo Ferretti, Andrea e Gionata Costa (Quintorigo), Mara Redegheri (Üstmamò), Enrico Gabrielli (Mariposa).
Nel 2006 pubblicano Mey Ark Vu con l'etichetta Trovarobato; a supporto dell'album il gruppo suona dal vivo lungo tutta la penisola. Il gruppo realizza una cover del brano Il Signor Hood di Francesco De Gregori con il gruppo Mariposa, inserita nella compilation del Mucchio Extra n.21, 2007.
Verso la fine del 2007 il gruppo interrompe la sua attività e i membri iniziano diversi altri progetti. Il cantante LEF collabora a diversi progetti prima di formare gli O.R.k. nel 2014, il chitarrista Alessandro Petrillo avvia il progetto solista Nei Shi mentre il bassista Luca Cavina entra nei Calibro 35 e fonda assieme al batterista Paolo Mongardi gli Zeus!. Mongardi collaborerà inoltre con Jennifer Gentle, Fuzz Orchestra, Ronin e Il sogno del marinaio.

## Formazione
- Alessandro Petrillo - chitarra, guitar synth, cori (1997-2007)
- Paolo Mongardi - batteria (1997-2007)
- Lorenzo Esposito Fornasari - voce (1998-2007)
- Luca Cavina - basso, cori (2002-2007)
- Davide Santandrea - tastiere (2002-2007)
- Federico Spinetti - basso (1997-2001)
- Paola Valandro - voce (1997-2001)
- Simone Di Fabrizio - tromba, tastiere (1997-2001)
- Silvio Palladio - tastiere (1999-2001)
- Pierluigi Rocca - live electronics (2003-2004)
- Marco Gini - voce (1997-1998)

## Discografia

### Demo
- 1998 – Transgender
- 2001 – A Dream Made of Water

### Album in studio
- 2000 – Transgender (New LM Records)
- 2003 – Sen Soj TrumàS (Snowdonia/New LM Records)
- 2006 – Mey Ark Vu (Trovarobato)

### Apparizioni in raccolte
- Sol Music 2001 (Sol Music Festival): Dinner crime, A dream made of water
- Flash Comp 3, 2001 (Flash Point Records): A dream made of water
- What must we do to get attention, (Ululati dall'Underground, 2002): Circus
- Obiettivo Bluesin 2003: Multìs
- Top Première Radio, vol.09-10/2005 (Viva Music Project): Dre Oucantèlva
- Scatto Secondo, Bar Wolf 2005: Multìs
- Il Mucchio Extra, inverno 2007: Il Signor Hood (con Mariposa)